# Аристов, Фёдор Сергеевич
Фёдор Серге́евич А́ристов (1912—2005) — советский работник промышленности, директор вертолетного завода, Герой Социалистического Труда.

## Биография
Родился 8 октября 1912 года в Риге в рабочей семье. Первая мировая война вынудила семью переехать в Воронеж.
После семи классов школы поступил в Воронежский авиационный техникум, окончив который стал работать на Воронежском авиазаводе — сначала мастером, затем старшим мастером, а вскоре был назначен заместителем начальника сборочного цеха. В 1934 году был рекомендован на только что построенный Казанский авиазавод начальником сборочного цеха. В годы Великой Отечественной войны завод выпускал двухмоторный пикирующий бомбардировщик По-2 и тяжелый дальний бомбардировщик Пе-8.
В 1954 году Аристов закончил самолётостроительный факультет Казанского авиационного института и продолжал работу на авиазаводе, который после войны перешёл на выпуск гражданских самолётов. Несколько лет работал начальником производства завода, был секретарем его парткома. В 1961 году Фёдор Сергеевич был назначен директором Казанского вертолетного завода и работал на нем по 1975 год. Выйдя на пенсию по состоянию здоровья, продолжил работу в экспортном отделе, где ещё десять лет принимал участие в работе по организации поставок казанских вертолетов за рубеж. Затем находился на пенсии.
Занимался общественной деятельностью, избирался членом горкома и обкома КПСС, депутатом городского совета.
Умер 27 января 2005 года, похоронен рядом с женой — Ириной Александровной.

## Награды
- В 1971 году Ф. С. Аристову было присвоено звание Героя Социалистического Труда с вручением ордена Ленина.
- Также награждён вторым орденом Ленина, тремя орденами Трудового Красного Знамени (1944, 1949, 1957) и медалями.